# Paratrechina incallida
Paratrechina incallida är en myrart som först beskrevs av Santschi 1915.  Paratrechina incallida ingår i släktet Paratrechina och familjen myror. Inga underarter finns listade i Catalogue of Life.